# Tiradelphe schneideri
Tiradelphe schneideri Ackery & Vane Wright, 1984, è un lepidottero appartenente alla famiglia Nymphalidae, sottofamiglia Danainae. È monotipica nel genere Tiradelphe Ackery & Vane Wright, 1984. È endemica delle Isole Salomone.